# João Batista Gomes Pinto
João Batista Gomes Pinto (Silvânia, 26 de junho de 1965) é um político e empreendedor brasileiro filiado ao Partido Social Democrático (PSD). Foi prefeito de Anápolis, a terceira cidade mais populosa do estado de Goiás, na época filiado ao Partido dos Trabalhadores (PT).
Durante sua carreira política, realizou diversos trabalhos e projetos para a cidade: em 1990, participou da Fundação do Partido Liberal de Anápolis; em 2003, foi secretário de Agricultura, Indústria e Comércio de Anápolis; em 2004, ajudou na ampliação do 4º Batalhão da PM e em 2007, foi secretário da Associação Comercial e Industrial de Anápolis.
Formado em Ciências Sociais pela Faculdade de Filosofia Bernardo Sayão, concluiu sua carreira acadêmica em Gestão Pública na Universidade Estadual de Goiás. Devido às suas participações, recebeu cinco títulos honorários — um em Senador Canedo e os demais em Goiânia. Ingressou na prefeitura de Anápolis após a renúncia de Antônio Roberto Gomide, que almejava disputar as eleições estaduais em Goiás em 2014.